# CT.27 (Vietnam)

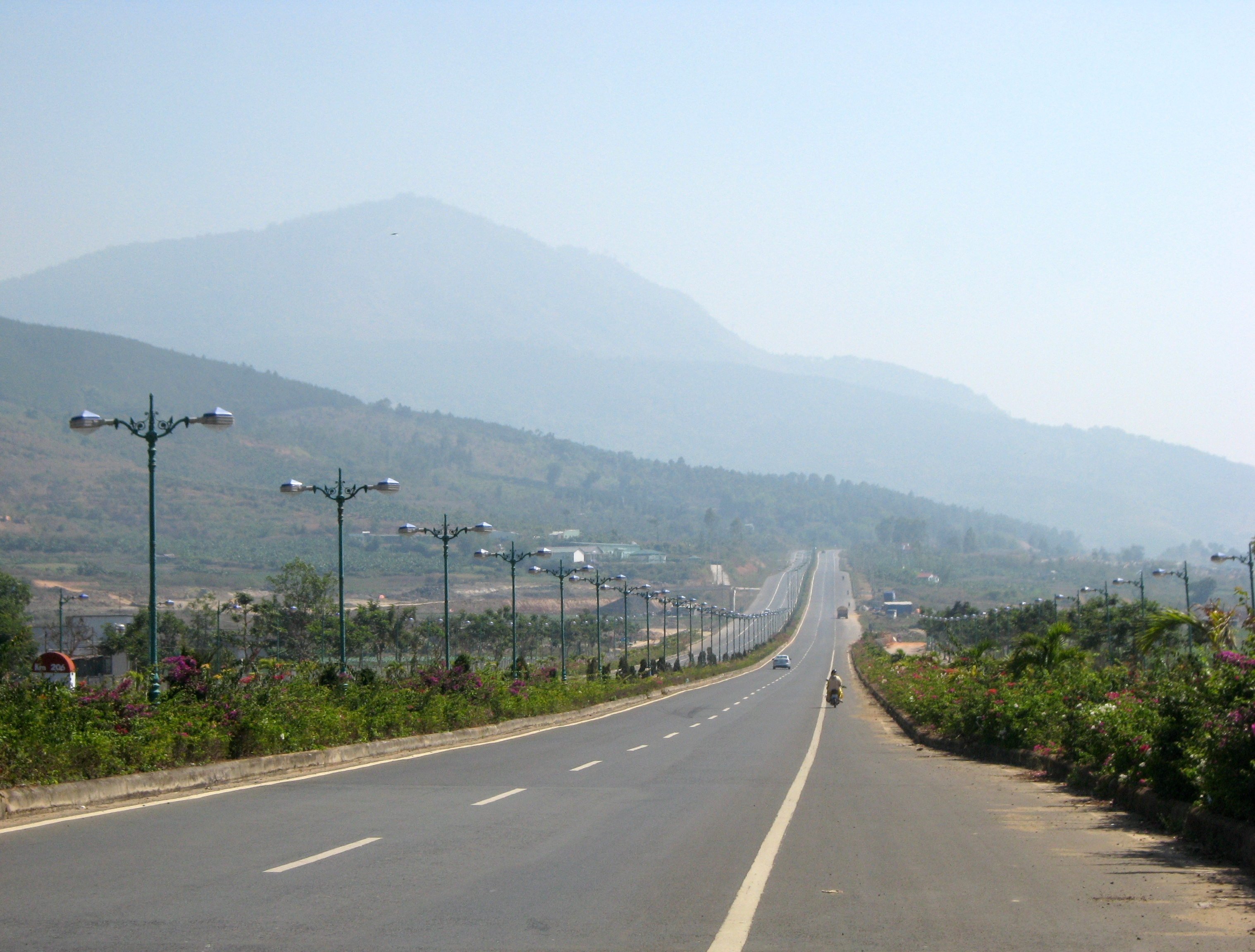
De CT.27

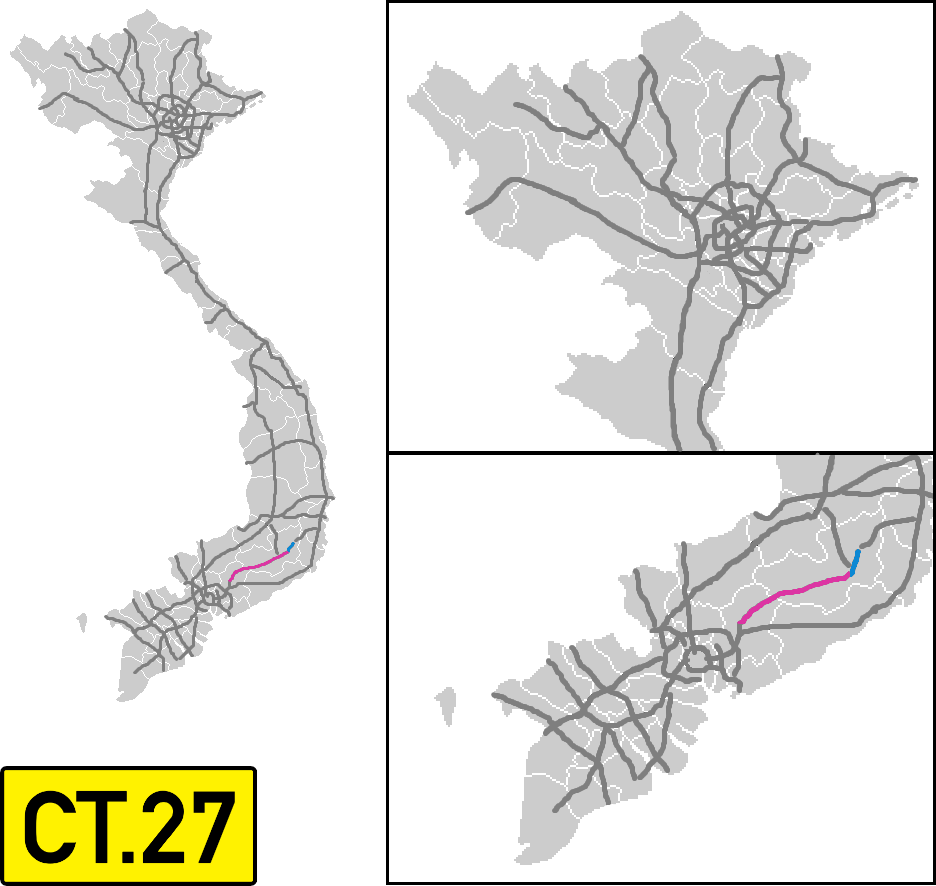
De CT.27

De CT.27 of Đường cao tốc Dầu Giây–Đà Lạt (Dau Giay–Dalat Expressway) is een (deels nog in aanbouw zijnde) autosnelweg in Vietnam. De autosnelweg wordt 200 kilometer lang. Het eerste deel tussen Lien Khuong en Da Lat werd aangelegd in 2008.
CT.01 ·
CT.02 ·
CT.03 ·
CT.04 ·
CT.05 ·
CT.06 ·
CT.07 ·
CT.08 ·
CT.09 ·
CT.10 ·
CT.11 ·
CT.12 ·
CT.13 ·
CT.14 ·
CT.15 ·
CT.16 ·
CT.17 ·
CT.18 ·
CT.18 ·
CT.19 ·
CT.20 ·
CT.21 ·
CT.22 ·
CT.23 ·
CT.24 ·
CT.25 ·
CT.26 ·
CT.27 ·
CT.28 ·
CT.29 ·
CT.30 ·
CT.31 ·
CT.32 ·
CT.33 ·
CT.34 ·
CT.35 ·
CT.36 ·
CT.37 ·
CT.38 ·
CT.39 ·
CT.40 ·
CT.41 ·
CT.42